# Mobile Suit Gundam F91
Mobile Suit Gundam F91 (機動戦士ガンダム GUNDAM F91) es una película de anime, dirigida por el creador de Gundam, Yoshiyuki Tomino, en un intento de lanzar una nueva saga Gundam, ubicada cronológicamente 30 años después de la película Mobile Suit Gundam: Char's Counterattack. Nuevamente Yoshikazu Yasuhiko y Kunio Okawara fungen como diseñadores de personajes y mechas, respectivamente. La película se estrenó el 16 de marzo de 1991.

## Producción y desarrollo
Mobile Suit Gundam F91 fue concebida originalmente como una serie de televisión, pero después de varios problemas y disputas con el equipo y los accionistas de Sunrise, el proyecto fue cancelado tras haber escrito los primeros 13 episodios. Se optó por comprimir los 13 episodios en una película de 2 horas, eliminando buena parte de la historia original.
No obstante, la historia de F91 fue contada con mucho mayor detalle en la novelización en dos partes realizada por Tomino, además de contar con una secuela en manga (Mobile Suit Crossbone Gundam) ubicada temporalmente 10 años después.

## Argumento
Es el año 123 U.C. (Universal Century). Han pasado 23 años después de la finalización definitiva de la larga serie de guerras entre Zeon y la Federación Terrestre en el año 100 U.C. No obstante, tras dos décadas de relativa paz y tranquilidad, surge un nuevo movimiento que busca la independencia de las Colonias: la Crossbone Vanguard. Su líder, Meitzer Ronah, busca crear un nuevo estado llamado Cosmo Babilonia. Con ese fin ataca la colonia Frontier IV, con el fin de convertirla en la capital de su Estado aristocrático.
El protagonista, el estudiante de ingeniería Seabook Arno, siguiendo la vieja tradición de la franquicia, se ve obligado a pilotear el F91 Gundam, mientras se revela que su novia, Cecily Fearchild, es realmente Berah Ronah, nieta de Meitzer Ronah, viéndose sin más remedio que reincorporarse a la Crossbone Vanguard. Al final, la película termina con una frase enigmática: «este es solo el principio», dejando en el aire una posible continuación de la historia. No obstante, hasta la fecha, dicha continuación no se ha producido.

## Elenco y equipo

### Elenco
- Seabook Arno - Koji Tsujitani
- Carozzo «Iron Mask» Ronah - Masaki Maeda
- Cecily Fairchild / Berah Ronah - Yumi Toma
- Annamarie Bourget - Chie Kojiro
- Zabine Chareux - Kiyoyuki Yanada
- Leahlee Edaberry - Mari Yokoo
- Reese Arno - Sayuri Ikemoto
- Dorel Ronah - Takeshi Kusao
- Meitzer Ronah - Teppei Takasugi
- Leslie Arno - Mikio Terashima
- Mónica Arno - Miyoko Shoji
- Cosmo Eigesse - Takeshi Watanabe
- Theo Fairchild - Tamio Ōki
- Birgit Pirjo - Yoku Shioya

### Equipo
- Director – Yoshiyuki Tomino
- Guionistas - Tsunehisa Ito y Yoshiyuki Tomino
- Diseñador de personajes - Yoshikazu Yasuhiko
- Diseñador mecánico - Kunio Okawara
- Compositor - Satoshi Kadokura

## Música
Tema de apertura
- Kimi o mitsumete ~The time I'm seeing you~ por Hiroko Moriguchi (este iba a ser utilizado como el tema de apertura de la serie de TV, pero al final, tuvo que ser eliminado al realizarse la conversión en largometraje).

Tema de cierre
- Eternal Wind ~Hohoemi wa Hikaru Kaze no Naka (Smile in the Shining Wind) por Hiroko Moriguchi.

Algo reseñable de la banda sonora utilizada en la película es la similitud entre varios de sus temas y los temas de la banda sonora de la película El Imperio contra-ataca, de la saga de Star Wars. Por ejemplo, los temas de la Crossbone Vanguard y del Imperio Galáctico son prácticamente idénticos. Según algunos aficionados de la saga Gundam, es posible que esto sea solo un guiño de Tomino a las audiencias occidentales. No obstante, las similitudes entre las sagas Gundam y Star Wars nunca han sido confirmadas.